# Dodge City
Dodge City ist eine Stadt mit 27.788 Einwohnern (Stand: 2020) im US-amerikanischen Bundesstaat Kansas und der County Seat des Ford County. Sie wurde durch ihre Lage als Außenposten im „Wilden Westen“ bekannt.

## Geografie
Die Stadt liegt im mittleren Südwesten von Kansas am Arkansas River und ist im Süden etwa 50 km von Oklahoma entfernt.

## Verkehr
Dodge City hat gute Verkehrsanbindungen an die U.S. Highways 50, 56, 283 und 400, sowie den  Dodge City Regional Airport, der regelmäßig von einer Fluglinie angeflogen wird. Der Arkansas River gilt aufgrund seines niedrigen Wasserstandes in Dodge City als nicht schiffbar.
Die Stadt ist ein Unterwegshalt des Amtrak-Fernschnellzuges Southwest Chief, der Chicago mit Los Angeles verbindet.

## Geschichte
Die erste Ansiedlung an der Stelle der heutigen Stadt war das 1847 erbaute Fort Mann, eine Rast- und Reparaturstation der US-Armee auf dem Santa Fe Trail zur Versorgung der Truppen im Mexikanisch-Amerikanischen Krieg, das 1848 bei einem Indianerangriff zerstört wurde. 1850 wurde an gleicher Stelle das Fort Atkinson errichtet, das 1865 nach dem Amerikanischen Bürgerkrieg durch das größere Fort Dodge abgelöst wurde.
Die Gründung der Siedlung kann für das Jahr 1871 angenommen werden, als der Rancher Henry J. Sitler östlich von Fort Dodge ein Haus errichtete, von dem aus er seine Ranch und Rinder beobachten konnte. Mit dem Bau der Atchison, Topeka and Santa Fe Railway zogen mehr Siedler in diese Gegend und die Stadt Dodge City wurde gegründet, benannt nach Grenville M. Dodge, einem Offizier der Unionsarmee während des Bürgerkriegs, Mitglied im US-Kongress, Geschäftsmann, Förderer der transkontinentalen Eisenbahnverbindung und einer der Gründer der General Mills Corporation. Ab 1872 war Dodge City bekannt als Rinderstadt mit Verladebahnhof für Viehherden aus Texas, neben Abilene, Newton, Ellsworth und Wichita.
Da zeitweilig mehrere berühmte Männer und Revolverhelden wie die Brüder James, Morgan, Virgil und Wyatt Earp sowie Doc Holliday, Texas Jack Vermillion und John Joshua Webb hier gelebt hatten, erreichte die Stadt bald große Bekanntheit.
Weltweite Bekanntheit erreichte die Stadt im 20. Jahrhundert durch viele Western als Roman oder Film, wie die Serie Rauchende Colts um den fiktiven U.S. Marshal Dillon.

## Demografische Daten

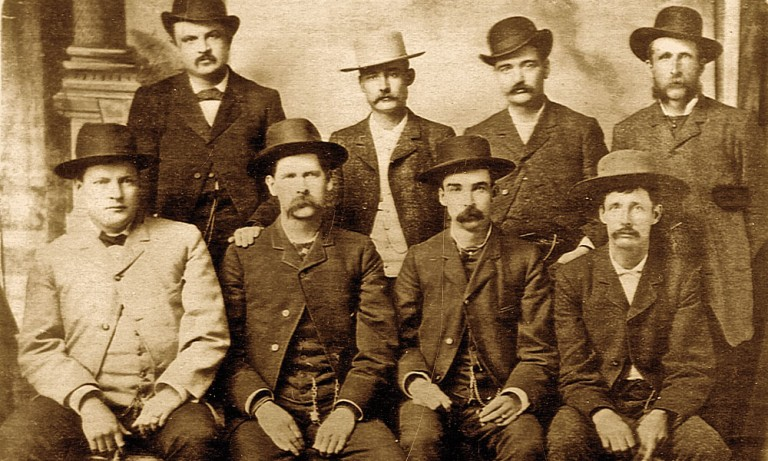
Die bekannten Peace Commissioners, Dodge City, Kansas. Wyatt Earp, (sitzend) 2. von links.

Nach der Volkszählung im Jahr 2000 lebten hier 25.176 Menschen in 8395 Haushalten und 5968 Familien. Die Bevölkerungsdichte betrug 771 Einwohner pro km². Ethnisch betrachtet setzte sich die Bevölkerung zusammen aus 71,43 % Weißen, 1,94 % Afroamerikanern, 0,69 % Indianern, 2,37 % Asiatischen Amerikanern, 0,15 % Pazifischen Insulanern und 20,82 % aus anderen ethnischen Gruppen.
In 41,1 % der 8395 Haushalte leben Kinder unter 18 Jahren, in 55,1 % lebten verheiratete Ehepaare, in 10,3 % lebten weibliche Singles und 28,9 % waren keine familiären Haushalte. 23,5 % aller Haushalte bestehen ausschließlich aus einer einzelnen Person und in 9,6 % lebten Alleinstehende über 65 Jahre. Die durchschnittliche Haushaltsgröße betrug 2,94 und die durchschnittliche Familiengröße 3,46 Personen.
Auf die gesamte Stadt bezogen setzt sich die Bevölkerung zusammen aus 31,2 % Einwohnern unter 18 Jahren, 12,3 % zwischen 18 und 24 Jahren, 30,0 % zwischen 25 und 44 Jahren, 16,5 % zwischen 45 und 64 Jahren und 10,0 % über 65 Jahren. Das Durchschnittsalter betrug 29 Jahre. Auf 100 weibliche Personen kommen 106,7 Personen und auf 100 Frauen im Alter von 18 Jahren und darüber kommen 104,2 Männer.
Das durchschnittliche Einkommen eines Haushaltes beträgt 37.156 US-Dollar, das einer Familie 41.672 US-Dollar. Bei Männern liegt das durchschnittliche Einkommen bei 26.881 US-Dollar gegenüber 22.064 US-Dollar bei Frauen. Das Pro-Kopf-Einkommen liegt bei 15.538 US-Dollar. Etwa 13,9 % der Bevölkerung und 11,1 % der Familien leben unterhalb der Armutsgrenze.

## Religion
Dodge City ist Sitz des Bistums Dodge City.

## Sehenswürdigkeiten

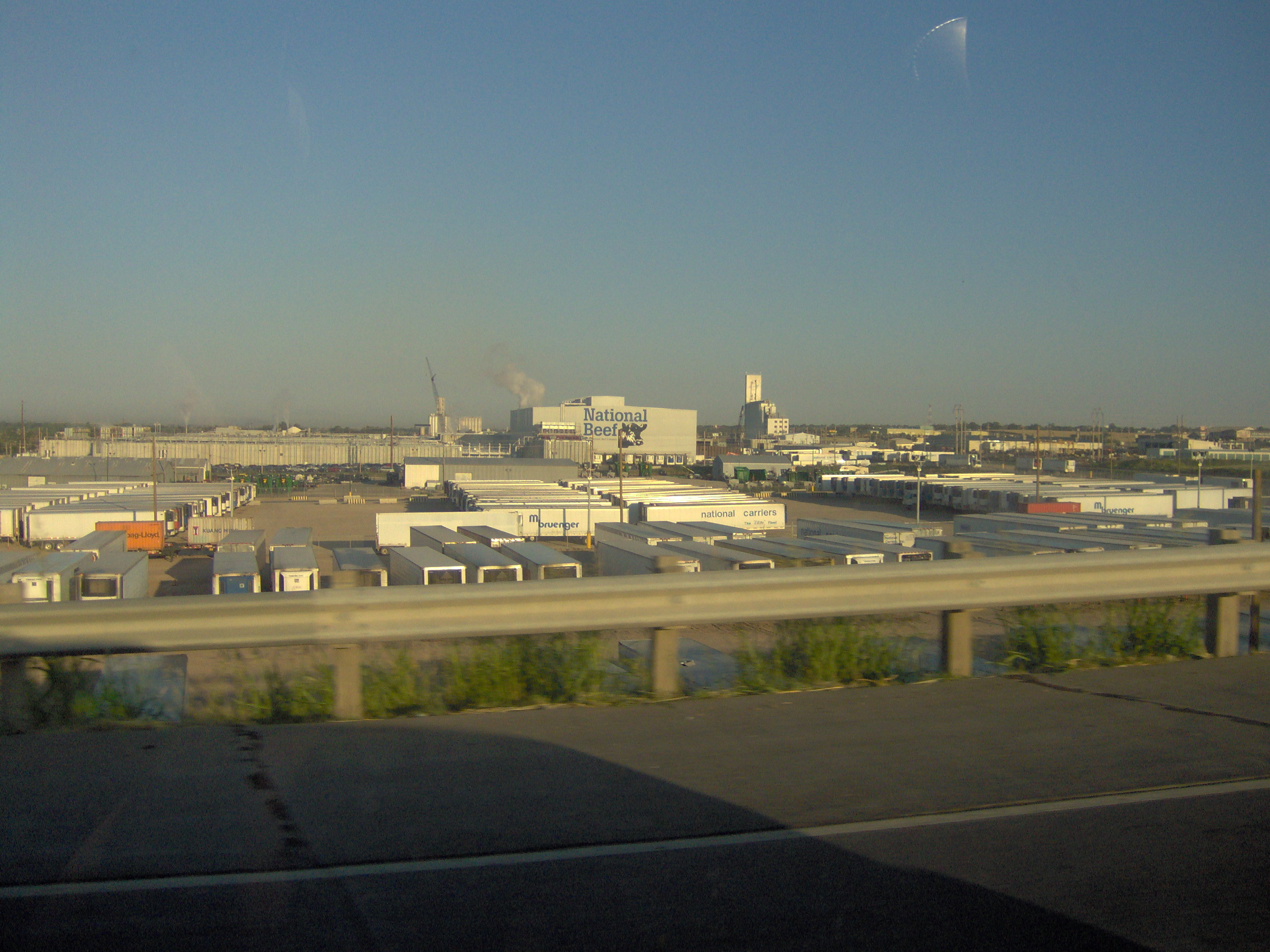
Schlachthof von National Beef in Dodge City

- Boot Hill Museum (altes Westernstadtmuseum mit Westernshow am Abend)
- Dodge City Trail of Fame (Sterne mit wichtigen Persönlichkeiten der Stadt auf dem Gehweg durch die Innenstadt)
- Fort Dodge (altes, teils erhaltenes, Fort)
- Gunfighter's Wax Museum (Wachsmuseum mit den alten Westernhelden)
- Kansas Teacher's Hall of Fame
- Liberty Garden (Park mit zwei echten Teilen des World Trade Centers)
- Spuren des Santa Fe Trail
- Statue des Schauspielers James Arness als Marshall aus der Serie „Gunsmoke“ (1955–1975)

## Söhne und Töchter der Stadt
- Bill Miller (1912–2008), Stabhochspringer
- Fred Hall (1916–1970), Politiker und von 1955 bis 1957 der 33. Gouverneur von Kansas
- James King (1925–2005), Opernsänger
- Billy Al Bengston (1934–2022), Maler und Bildhauer
- Dennis Hopper (1936–2010), Schauspieler und Filmproduzent
- David Ricken (* 1952), römisch-katholischer Bischof von Green Bay